# Дзьохей (ненґо)
Дзьо́хей (яп. 承平 — дзьохей, сьохей, «прийняти мир») — ненґо, девіз правління імператора Японії з 931 по 938 роки.

## Хронологія
- 1 рік (931) — початок повстання самурайських лідерів Тайри но Масакадо у регіоні Канто та Фудзівари но Сумітомо у регіоні Внутрішнього японського моря. Так зване «повстання років Дзьохей і Тенґьо».

## Порівняльна таблиця
| Роки Дзьохей            | 1    | 2    | 3    | 4    | 5    | 6    | 7    | 8    |
| Григоріанський календар | 931  | 932  | 933  | 934  | 935  | 936  | 937  | 938  |
| Китайський календар     | 辛卯 | 壬辰 | 癸巳 | 甲午 | 乙未 | 丙申 | 丁酉 | 戊戌 |